# Rissoidae
Rissoidae là một họ lớn các loài ốc trong nhánh Littorinimorpha.

## Phân họ
Theo phân loại của Bouchet & Rocroi năm 2005:
- Rissoinae Gray, 1847
- Rissoininae Stimpson, 1865

Năm 2013, phân họ Rissoininae được nâng lên thành họ Rissoinidae bởi Criscione F. & Ponder W.F.

## Các chi
- Alvania Risso, 1826
- Alvinia Monterosato, 1884

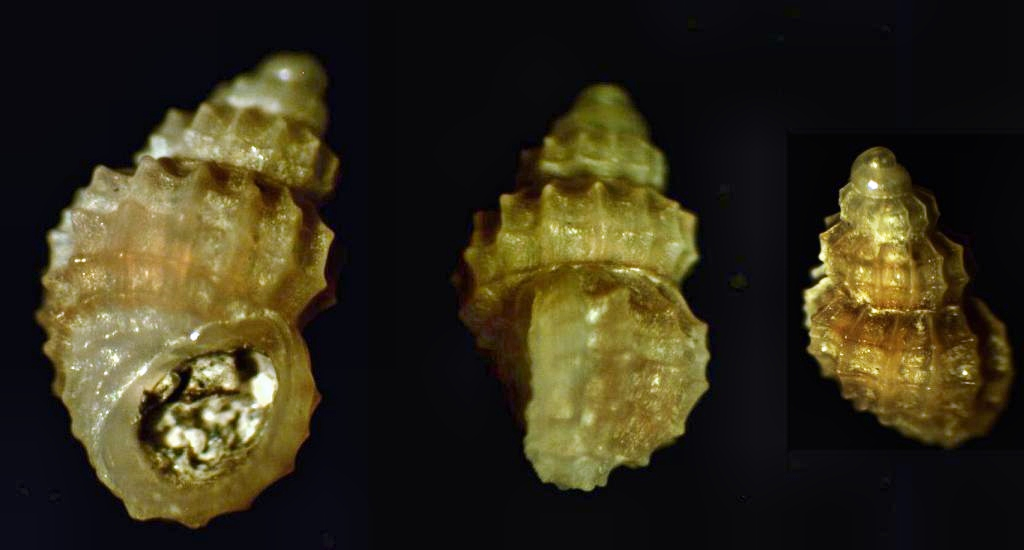
Alvania clathrella

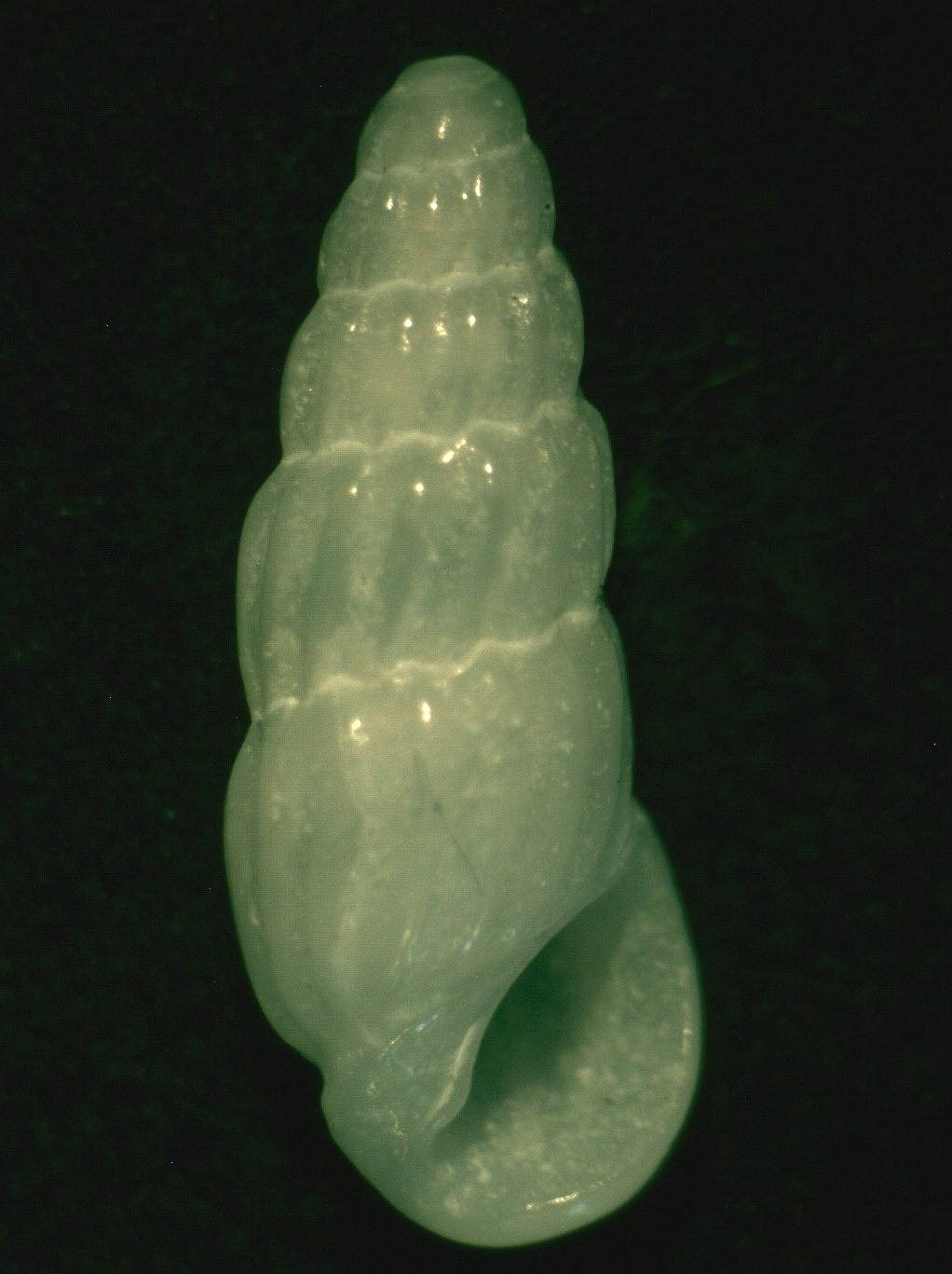
Rissoina crassa

- Amphirissoa Dautzenberg & Fischer, 1897
- Attenuata Hedley, 1918
- Awanuia Powell, 1927
- Benthonella Dall, 1889
- Benthonellania Dall, 1889
- Boreocingula Golikov and Kussakin, 1974
- Botryphallus Ponder, 1990
- Cingula Fleming, 1828
- Crepitacella Guppy, 1867
- Crisilla Monterosato, 1917
- Dipsotoma Laseron, 1956
- Floridiscrobs Pilsbry and McGinty, 1949
- Frigidoalvania Waren, 1974
- Galeodinopsis Sacco, 1895
- Gofasia Bouchet & Warén, 1993
- Lironoba Iredale, 1915
- Lucidestea Laseron, 1956
- Overelina Iredale, 1915
- Manawatawhia Powell, 1937
- Manzonia Brusina, 1870
- Merelina Iredale, 1915
- Microestea Ponder, 1965
- Notoscrobs Powell, 1927
- Obtusella Cossmann, 1921
- Omanimerelina Moolenbeek & Bosch, 2007
- Onoba H. Adams and A. Adams, 1852
- Overelina Iredale, 1915
- Ovirissoa Hedley, 1916
- Pandalosia Laseron, 1956
- Parashiela Laseron, 1956
- Peringiella Monterosato, 1878
- Plagyostila Folin, 1872
- Pontiturboella Sitnikova, Starobogatov, Anistratenko, 1992
- Porosalvania Gofas, 2007
- Powellisetia Powell, 1965
- Pseudosetia Monterosato, 1884
- Punctulum Jeffreys, 1884
- Pusillina Monterosato, 1884
- Quarkia Faber, 2009
- Rissoa Freminville, 1814
- Rissolina Gould, 1861
- Rissopsis Garrett, 1873
- Ruapukea Dell, 1952
- Schwartziella Ponder, 1985
- Setia H. and A. Adams, 1852
- Simulamerelina Ponder, 1985
- Striatestea Powell, 1927
- Thaleia Warén, 1979
- Vitricithra
- Voorwindia Ponder, 1985

Genera brought into synonymy
- Adolphinoba Powell, 1930: synonym of Attenuata Hedley, 1918
- Ameririssoa Ponder, 1985: synonym of Alvania Risso, 1826
- Apicularia Monterosato, 1884: synonym of Rissoa Freminville in Desmarest, 1814
- Auriconoba Nordsieck, 1972: synonym of Pusillina Monterosato, 1884
- Benzia Nordsieck, 1972: synonym of Pusillina Monterosato, 1884
- Crosseia P. Fischer, 1885: synonym of Crossea A. Adams, 1865
- Elatiella Nordsieck, 1972: synonym of Rissoa Freminville in Desmarest, 1814
- Flemellia Nordsieck, 1972: synonym of Alvinia Monterosato, 1884
- Galeodina Monterosato, 1884: synonym of Alvania Risso, 1826
- Goniostoma Villa, 1841: synonym of Rissoa Freminville in Desmarest, 1814
- Gueriniana Nordsieck, 1972: synonym of Rissoa Freminville in Desmarest, 1814
- Haurakiopsis A. W. B. Powell, 1937: synonym of Haurakia Iredale, 1915
- Lamarckia Leach, 1852: synonym of Rissoa Freminville in Desmarest, 1814
- Liavenustia Nordsieck, 1972: synonym of [Rissoa] Freminville in Desmarest, 1814
- Lilacinia Nordsieck, 1972: synonym of Rissoa Freminville in Desmarest, 1814
- Linemera Finlay, 1924: synonym of Alvania Risso, 1826
- Loxostoma Bivona-Bernardi, 1838: synonym of Rissoa Freminville in Desmarest, 1814
- Massotia Bucquoy, Dautzenberg & Dollfus, 1884: synonym of Alvania Risso, 1826
- Mereliniopsis Ponder, 1967: synonym of Merelina Iredale, 1915
- Moniziella Nordsieck, 1972: synonym of Alvinia Monterosato, 1884
- Mutiturboella Nordsieck, 1972: synonym of Pusillina Monterosato, 1884
- Nobolira Finlay, 1926: synonym of Attenuata Hedley, 1918
- Notosetia Iredale, 1915: synonym of Putilla A. Adams, 1867
- Ovirissoa Hedley, 1916: synonym of Onoba (Ovirissoa) Hedley, 1916 represented as Onoba H. Adams & A. Adams, 1852
- Parvisetia Monterosato, 1884: synonym of Setia H. Adams & A. Adams, 1852
- Persephona Leach, 1852: synonym of Rissoa Freminville in Desmarest, 1814
- Plagiostyla Fischer, 1872: synonym of Plagyostila de Folin, 1872
- Promerelina Powell, 1926: synonym of Merelina Iredale, 1915
- Radiata Nordsieck, 1972: synonym of Pusillina Monterosato, 1884
- Rissoia Bronn, 1848: synonym of Rissoa Freminville in Desmarest, 1814
- Rissostomia G. O. Sars, 1878: synonym of Rissoa Freminville in Desmarest, 1814
- Rudolphosetia Monterosato, 1917: synonym of Setia H. Adams & A. Adams, 1852
- Sabanea Monterosato, 1884: synonym of Rissoa Freminville in Desmarest, 1814
- Schwartzia Bucquoy, Dautzenberg & Dollfus, 1884: synonym of Rissoa Freminville in Desmarest, 1814
- Sfaxiella Nordsieck, 1972: synonym of Rissoa Freminville in Desmarest, 1814
- Subestea Cotton, 1944: synonym of Onoba (Subestea) Cotton, 1944 represented as Onoba H. Adams & A. Adams, 1852
- Subonoba Iredale, 1915: synonym of Onoba H. & A. Adams, 1852
- Teretianax Iredale, 1918: synonym of Pyramidelloides G. Nevill, 1885
- Tharsiella Bush, 1897: synonym of Cirsonella Angas, 1877
- Turboella Leach, 1847: synonym of Rissoa Freminville in Desmarest, 1814
- Turgidina Verduin, 1979: synonym of Pusillina Monterosato, 1884
- Varisetia Nordsieck, 1972: synonym of Setia H. Adams & A. Adams, 1852
- Vitricithna Laseron, 1956: synonym of Haurakia Iredale, 1915
- Zippora Leach, 1852: synonym of Rissoa Freminville in Desmarest, 1814